# Beverlo

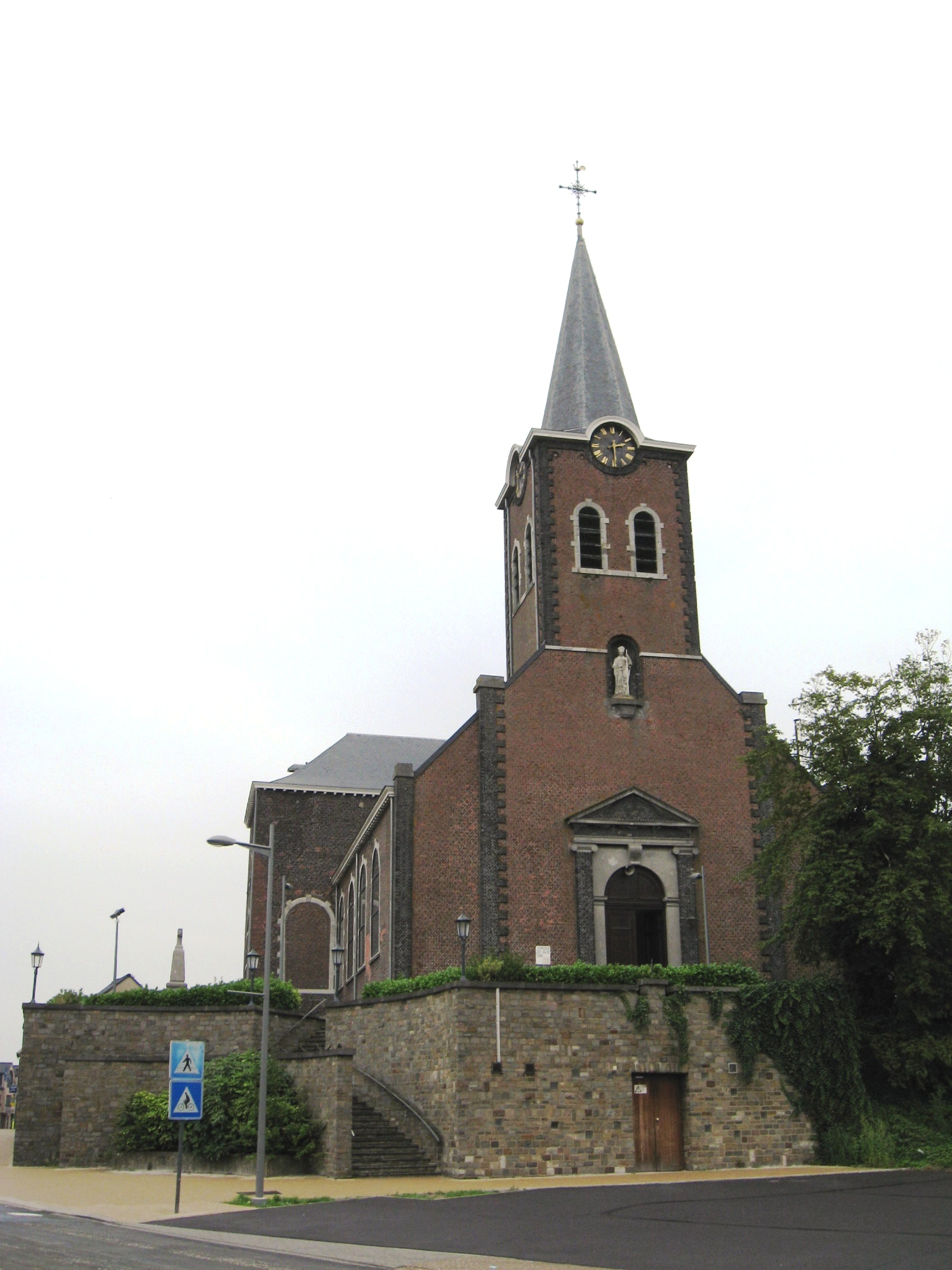
St. Lambertuskirche, Beverlo

Beverlo (deutsch Beverloo) ist heute ein Ortsteil der belgischen Gemeinde Beringen in die Kempen der Provinz Limburg. Historisch bildete es mit den benachbarten Orten Oostham und Kwaadmechelen die Herrschaft Ham in der heutigen Gemeinde gleichen Namens.

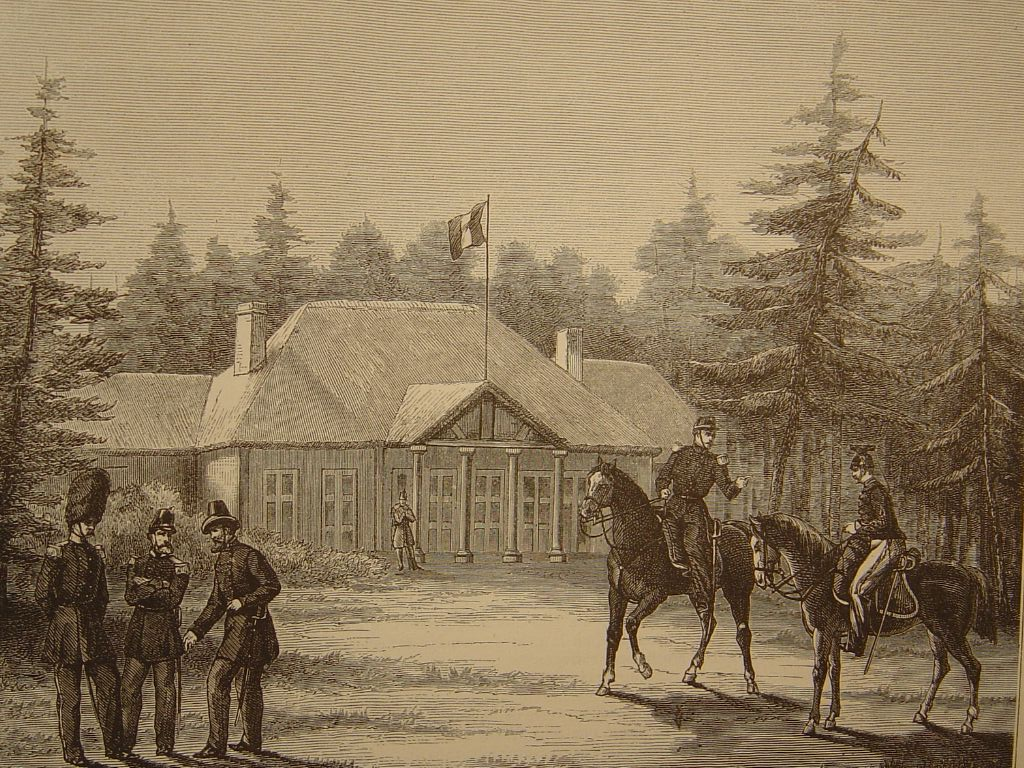
Camp de Beverlo

Im Zuge der Unabhängigkeit Belgiens wurde auf der zwischen Beverloo und Heppen gelegenen Heide der Truppenübungsplatz Kamp van Beverlo eingerichtet, aus dem später die Gemeinde Leopoldsburg entstand. In der Folge des Zusammenschlusses belgischer Gemeinden wurde Beverlo am 1. Januar 1977 ein Teil der Gemeinde Beringen, zu der es keinen historischen Bezug gab, während Leopoldsburg eine eigenständige Gemeinde wurde.